# アンドレア・キエーザ
アンドレア・キエーザ（Andrea Chiesa、1964年5月6日 ‐ ）は、スイスの元レーシングドライバー。1992年のF1世界選手権に出走した。
日本語における表記、呼称には揺れがあり、フジテレビのF1中継では、「アンドレア・チエザ」と表記されていた。その他雑誌では「アンドレア・キエーサ」とも表記されていた。

## 経歴

### 初期
イタリア・ミラノ出身。
1985年、トリヴェラート・レーシングのラルトでイタリアF3選手権に参戦、2年目の1986年に初表彰台を獲得しランキング10位、1987年はユーロレーシングのジュニアチームに移籍し、ダラーラ・F387でシリーズ3勝を挙げランキング2位を獲得するなど着実な成長を見せた。
1988年からF1直下のカテゴリーである国際F3000選手権へと昇格し、初年度はゴブラ・モータースポーツから参戦。シーズン中にマシンがローラ、レイナードと変更される中、1ポイントを獲得。1989年はロニ・モータースポーツに移籍、第5戦エンナ・ペルグーサにてF3000初優勝を挙げるなど、ランキング6位を獲得。チームメイトのエマニュエル・ナスペッティを上回るシーズンとなった。
1990年にはポール・スチュワート・レーシングに移籍し、ランキング7位とチームメイトのジョン・ジョーンズを上回り、チームをけん引する存在であった。しかし1991年に移籍したアポマトクスではチーム状態が悪く、チームメイトとなったポール・ベルモンドとキエーザは揃ってシーズンノーポイントに終わる。同年はF3000での4シーズン目でもあり、終盤にはF1シートを求めて中位・下位のチームを中心にシート交渉するなど、エマニュエル・コラールにシートを譲りF3000を卒業する。

### フォーミュラ1

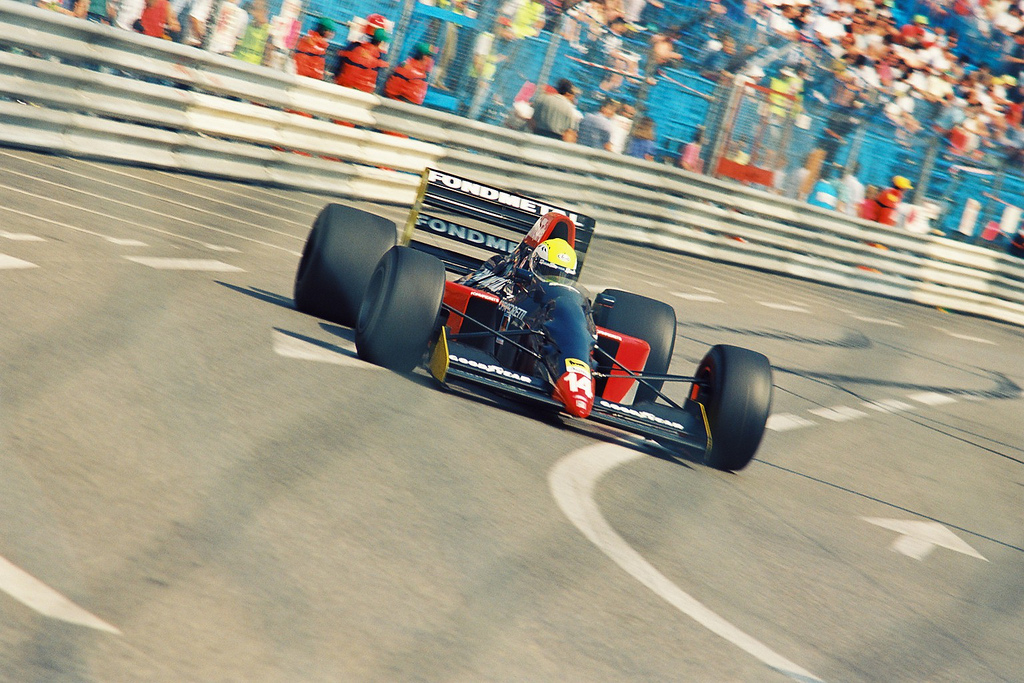
1992年モナコグランプリ予選でのキエーザ

1992年シーズン開幕を前に、フォンドメタルとの交渉が成立し開幕戦南アフリカGP予選でF1に初出走する。しかし予選順位は28位で予選不通過となる。なお、同じく'92開幕戦予選がF1初出走だったのはクリスチャン・フィッティパルディ、片山右京、ジョバンナ・アマティがいる。第2戦メキシコGPで予選を23位で通過し、公式記録上のF1デビューを果たす。フォンドメタルのマシンはこの年フォード・コスワース・HBエンジンを獲得したものの、シーズン前半は前年度シャシーであるGR01を使用していた。このシャシーは前年度在籍したオリビエ・グルイヤールに合わせて設計されたものであり、身長180cmと長身のキエーザには乗りづらいものであった。スポンサーマネーを持ち込んでのF1デビューだったが、その資金面でチームとスポンサー間でのトラブルがあり、第10戦ドイツGPを最後にチームからドライバー契約を解除された。予選に出走した10グランプリ中、予選を通過できたのは3戦で、決勝レースでの完走は一度もなかった。チームはキエーザの後任としてブラバムで走っていたエリック・ヴァン・デ・ポールを起用した。

### アメリカ
1993年はアメリカに渡り、PPGインディカーシリーズにスポット参戦。しかしレギュラーシート獲得には至らなかった。

### スポーツカーレース
1996年からはスポーツカーレースに参戦。アメリカIMSAシリーズやベルギープロカーシリーズなど各国のカテゴリーに参戦する。イタリア・スーパースターズ選手権ではマセラティ・クアトロポルテで2011年まで参戦した。

## レース戦績

### 国際F3000選手権
| 年     | チーム                           | 1       | 2       | 3       | 4       | 5       | 6       | 7       | 8       | 9       | 10      | 11      | 順位 | ポイント |
| ------ | -------------------------------- | ------- | ------- | ------- | ------- | ------- | ------- | ------- | ------- | ------- | ------- | ------- | ---- | -------- |
| 1988年 | コブラ・モータースポーツ         | JER DNQ | VLL Ret | PAU Ret | SIL 15  | MNZ 6   | PER 10  | BRH 8   | BIR Ret | BUG DNQ | ZOL 13  | DIJ DNS | 20位 | 1        |
| 1989年 | ロニ・モータースポーツ           | SIL 11  | VLL 2   | PAU Ret | JER Ret | PER 1   | BRH Ret | BIR 13  | SPA 17  | BUG Ret | DIJ Ret |         | 6位  | 15       |
| 1990年 | ポール・スチュワート・レーシング | DON 2   | SIL Ret | PAU Ret | JER 5   | MNZ 7   | PER Ret | HOC Ret | BRH 5   | BIR 2   | BUG 5   | NOG Ret | 7位  | 18       |
| 1991年 | アポマトクス                     | VLL Ret | PAU Ret | JER 9   | MUG DNQ | PER Ret | HOC 10  | BRH 14  | SPA 13  | BUG     | NOG     |         | NC   | 0        |

### F1
| 年     | チーム         | シャーシ | 1       | 2       | 3       | 4       | 5       | 6       | 7       | 8       | 9       | 10      | 11  | 12  | 13  | 14  | 15  | 16  | WDC | ポイント |
| ------ | -------------- | -------- | ------- | ------- | ------- | ------- | ------- | ------- | ------- | ------- | ------- | ------- | --- | --- | --- | --- | --- | --- | --- | -------- |
| 1992年 | フォンドメタル | GR01     | RSA DNQ | MEX Ret | BRA DNQ | ESP Ret | SMR DNQ | MON DNQ | CAN DNQ |         | GBR DNQ |         |     |     |     |     |     |     | NC  | 0        |
| 1992年 | フォンドメタル | GR02     |         |         |         |         |         |         |         | FRA Ret |         | GER DNQ | HUN | BEL | ITA | POR | JPN | AUS | NC  | 0        |

### CART
| 年     | チーム                 | 1      | 2   | 3   | 4    | 5   | 6   | 7   | 8   | 9   | 10  | 11  | 12  | 13  | 14  | 15  | 16 | 順位 | ポイント | Ref   |
| ------ | ---------------------- | ------ | --- | --- | ---- | --- | --- | --- | --- | --- | --- | --- | --- | --- | --- | --- | -- | ---- | -------- | ----- |
| 1993年 | ユーロモータースポーツ | SRF 26 | PHX | LBH | INDY | MIL | DET | POR | CLE | TOR | MIS | NHM | ROA | VAN | MDO | NZR | LS | 50位 | 0        | [ 4 ] |

### ル・マン24時間レース
| 年     | チーム                       | コ・ドライバー                                        | 車両                                | クラス | 周回 | 順位 | クラス 順位 |
| ------ | ---------------------------- | ----------------------------------------------------- | ----------------------------------- | ------ | ---- | ---- | ----------- |
| 2007年 | スパイカー スコードロン b.v. | アンドレア・ベリッキ アレックス・カフィ               | スパイカー・C8 スパイダー GT2-R     | GT2    | 145  | DNF  | DNF         |
| 2008年 | スピーディ レーシング チーム | イラジ・アレクサンダー ベンジャミン・ロイエンバーガー | スパイカー・C8 ラヴィオレット GT2-R | GT2    | 72   | DNF  | DNF         |